# Droga wojewódzka 727
Die Droga wojewódzka 727 (DW 727) ist eine 65 Kilometer lange Droga wojewódzka (Woiwodschaftsstraße) in der polnischen Woiwodschaft Masowien, die Klwów mit Wierzbica verbindet. Die Strecke liegt im Powiat Przysuski, im Powiat Szydłowiecki und im Powiat Radomski.

## Streckenverlauf
Woiwodschaft Masowien, Powiat Przysuski
-  Klwów (DK 48)
- Kadź
- Dobra Wola
-  Przystałowice Duże (DW 729)
- Sady-Kolonia
- Sady
- Wola Więcierzowa
- Gliniec
- Janików
- Skrzyńsko
-  Przysucha (DK 12, DW 749)
- Ruszkowice
- Borkowice
- Radestów
- Ninków
- Wandów
- Rzuców

Woiwodschaft Masowien, Powiat Szydłowiecki
- Chlewiska
- Pawłów
-  Szydłowiec (Schiedlowietz) (S 7, DK 7)
- Szydłówek
- Śmiłów
- Jastrząb
- Lipienice Dolne
- Lipienice Górne

Woiwodschaft Masowien, Powiat Radomski
-  Wierzbica (DW 744)